# Lewobierieżnoje (Czeczenia)
Lewobierieżnoje (ros. Левобережное) – wieś w Rosji, w Czeczenii, w rejonie naurskim. W 2010 liczyła 2353 mieszkańców.